# Nitrofurantoin
Nitrofurantoin ist ein antibiotischer Arzneistoff zur Behandlung von Harnwegsinfekten.
Strukturell handelt es sich um ein synthetisches Nitrofuran-Derivat. Es ist ein Chemotherapeutikum, mit dem bakterielle Erkrankungen der Harnwege therapiert werden.
Das Medikament hat ein breites Wirkungsspektrum. Insbesondere bei der Therapie von unkomplizierten Harnwegsinfektionen ist es Mittel der ersten Wahl, kann jedoch bei langfristiger und hochdosierter Anwendung schwere Nebenwirkungen hervorrufen. Nitrofurantoin ist verschreibungspflichtig.

## Wirkmechanismus
Nitrofurantoin induziert DNA-Strang-Brüche in den prokaryontischen Zellen und wirkt so bakteriostatisch.

## Anwendung
Der Wirkstoff wurde bisher meist als Reserveantibiotikum zur Behandlung von Harnwegsinfekten eingesetzt, wenn diese nicht mit einem anderen Antibiotikum therapiert bzw. andere Antibiotika nicht eingesetzt werden können (z. B. bei Unverträglichkeit). In der aktuellen S3-Leitlinie zur Behandlung von unkomplizierten Harnwegsinfektionen wird es jedoch aufgrund der günstigen Resistenzlage als Mittel der ersten Wahl zur Behandlung der unkomplizierten Zystitis empfohlen. Die Kapseln werden zu den Mahlzeiten unzerkaut mit ausreichend Flüssigkeit eingenommen.

## Wirkungsspektrum
Nitrofurantoin entfaltet erst im Harn seine volle Wirkung. Es wirkt gegen:
- Escherichia coli
- Klebsiellen
- Enterokokken
- Enterobacter
- Staphylokokken

Folgende Bakterien besitzen eine natürliche Resistenz gegenüber Nitrofurantoin, so dass dieses Antibiotikum bei Infektionen durch diese Erreger nicht wirksam ist:
- Bakterien der Gattung Proteus
- Morganella morganii
- Bakterien der Gattung Providencia
- Pseudomonas aeruginosa

### Häufige Nebenwirkungen
- Übelkeit
- Erbrechen
- Appetitlosigkeit
- Müdigkeit

### Gelegentliche Nebenwirkungen
- allergische Reaktionen der Lunge
- Husten, Fieber, Schüttelfrost
- Brustschmerzen
- Atemnot
- Augenzittern
- Benommenheit
- Schwindel
- Kraftlosigkeit
- Kopfschmerzen
- Schläfrigkeit
- Lungenfibrose[6]

### Selten vorkommende Nebenwirkungen
- Leberentzündung
- Niedergeschlagenheit (Depression)
- Glücksgefühle
- Verwirrtheit
- gutartige Hirndrucksteigerung
- Blutbildveränderungen (siehe unbedingt dazu die Packungsbeilage)

Nebenwirkungen bei Patienten mit verminderter Nierenfunktion, Blutarmut oder Zuckerkrankheit sowie bei Vitamin-B-Mangel:
- Störung des Nervensystems (Kribbeln) an Händen und Füßen
- Entzündungen des Sehnervs

### Beschriebene Nebenwirkungen
- Juckreiz der Haut
- Nesselsucht
- verschiedene Hautausschläge
- Schuppenbildung
- Blasenbildung
- vorübergehender Haarausfall

### Sonstiges
Nitrofurantoin wurde auch kausal mit Pleuraerguss in Verbindung gebracht.

## Kontraindikationen
Nitrofurantoin darf nicht eingenommen werden:
- Bei Patienten mit bekannter Überempfindlichkeit gegen Nitrofurantoin oder andere Nitrofurane
- Bei Patienten mit Nierendysfunktion mit Kreatinin-Clearance unter 60 ml/min oder mit erhöhtem Kreatinin-Plasmaspiegel.
- Bei Glucose-6-Phosphat-Dehydrogenase Mangel (s. «Schwangerschaft/Stillzeit» im Beipackzettel).
- Bei akuter Porphyrie.
- Bei Säuglingen unter 3 Monaten sowie am Ende der Schwangerschaft (während Wehen und Entbindung) wegen der theoretischen Möglichkeit einer hämolytischen Anämie beim Föten oder Neugeborenen (unter 3 Monaten), infolge unreifes Erythrozyten-Enzymsystems.

Oligurie, Anurie. Polyneuropathie, Neuritis. Lungenfibrose.

## Besondere Warnhinweise und Vorsichtsmaßnahmen für die Anwendung
Wegen der Alkoholunverträglichkeit sollte während der Therapie mit dem Wirkstoff Nitrofurantoin auf Alkoholgenuss komplett verzichtet werden. Besonders bei Langzeittherapie sollte eine regelmäßige Kontrolle von Blutbild, Leber- und Nierenwerten erfolgen. Zur Kurzzeittherapie ist nach 3 Tagen ein Arztbesuch erforderlich. Hier wird der Harn erneut überprüft.
Kinder sollten das Medikament wenn möglich nicht nehmen. Das Medikament darf nicht bei schwerer Nierenfunktionsstörung eingenommen werden.
Das Arzneimittel sollte sofort abgesetzt werden, wenn eines der folgenden Anzeichen eintritt:
- Hustenanfälle
- Atemnot
- Schmerzen im Brustbereich
- Fieber
- Allergische Reaktionen
- Cholestase
- Anzeichen für Polyneuropathie

## Synthese
Die Synthese von Nitrofurantoin kann in zwei Schritten erfolgen. Zuerst wird dabei – ausgehend von Chloressigsäure und Hydrazin –  das Hydantoin-Derivat 3 synthetisiert:
Hierbei reagieren Chloressigsäure und Hydrazin in einer nucleophilen Substitution zu Aminoglycin (1). Anschließend bildet sich unter Zugabe von Kaliumcyanat N-Amino-N-carbamoylglycin (2), welches dann in einer intramolekularen Kondensation Aminohydantoin (3) ausbildet.

Im zweiten Schritt reagiert (3) in einer weiteren Kondensation mit 5-Nitrofurfural, einem Nitrofuran, wobei das gewünschte Nitrofurantoin (4) entsteht:

## Handelsnamen
Monopräparate
Furadantin (D, A, CH), Nifurantin (D), Nifuretten (D), Urodin (CH), Uro-Tablinen (D), Uvamin (CH), sowie als Generikum (D, A)
Kombinationspräparate
Nifurantin B6 (D)